# جيرارد كلارك (محامي)
جيرارد كلارك (بالإنجليزية: Gerardus Clark)‏ هو محامي أمريكي، ولد في 20 يناير 1786، وتوفي في 23 أغسطس 1860.